# Zakochany kundel II: Przygody Chapsa
Zakochany kundel II: Przygody Chapsa (ang. Lady and the Tramp II: Scamp’s Adventure, 2001) – amerykański film animowany, który opowiada historię szczeniaka imieniem Chaps, syna Trampa i Lady. Jest to druga część filmu.
Kontynuacja filmu z 1955 roku – Zakochany kundel.
Film wydany w Polsce na kasetach wideo przez Imperial Entertainment 27 lutego 2001 roku. Film wydany w Polsce na DVD z dystrybucją CD Projekt i Galapagos Films. Film wydany na Blu-Ray oprócz polskiej wersji w USA, w Wielkiej Brytanii, w Hiszpanii, we Włoszech, w Niemczech, w Rosji. 
Film wyemitowany w telewizji na kanałach: Disney Junior, Puls 2, Disney Channel, TV4, TV6.

## Obsada głosowa
- Scott Wolf – Chaps (dialogi)
- Roger Bart – Chaps (śpiew)
- Alyssa Milano – Lili (dialogi)
- Susan Egan – Lili (śpiew)
- Chazz Palminteri – Buster (dialogi)
- Jess Harnell – Buster (śpiew)
- Jeff Bennett –
  - Tramp,
  - hycel,
  - Kilt,
  - Wiarus
- Jodi Benson – Lady
- Debi Derryberry – Anette
- Kath Soucie –
  - Colette,
  - Danielle
- Nick Jameson – Jim
- Barbara Goodson – Darling
- Andrew McDonough – Junior
- Tress MacNeille –
  - ciocia Sarah,
  - Am
- Cathy Moriarty – Ruby
- Dee Bradley Baker – Scratchy
- Mickey Rooney – Sparky
- Bronson Pinchot – Francois
- Bill Fagerbakke – Mooch
- Frank Welker – Reggie
- Mary Kay Bergman – Si
- Rob Paulsen – Otis
- Jim Cummings – Tony
- Michael Gough – Joe

## Wersja polska
Opracowanie wersji polskiej: Start International Polska

Reżyseria: Joanna Wizmur

Dialogi polskie: Krystyna Skibińska-Subocz

Teksty piosenek: Marek Robaczewski

Kierownictwo muzyczne: Marek Klimczuk

Opieka artystyczna: Magdalena Snopek

Wystąpili:
- Kacper Kuszewski – Chaps (dialogi)
- Piotr Hajduk – Chaps (śpiew)
- Małgorzata Kożuchowska – Lili (dialogi)
- Katarzyna Rodowicz – Lili (śpiew)
- Mirosław Zbrojewicz – Buster (dialogi)
- Paweł Tartanus – Buster (śpiew)
- Cezary Pazura – Tramp (dialogi)
- Wojciech Zawadzki – Tramp (śpiew)
- Jolanta Wilk – Lady (dialogi)
- Katarzyna Pysiak – Lady (śpiew)
- Aleksandra Stankiewicz – Anette
- Zofia Jaworowska – Colette
- Joanna Jabłczyńska – Danielle
- Tomasz Stockinger – Jim
- Beata Kawka – Darling
- Pamela Betley – Junior
- Agnieszka Matysiak – Ruby
- Ryszard Nawrocki – Sparky
- Tomasz Bednarek – Francois (dialogi)
- Jacek Bończyk – Francois (śpiew)
- Piotr Plebańczyk – Mooch
- Jacek Kopczyński – hycel
- Marian Opania – Kilt
- Marcin Troński – Wiarus
- Teresa Lipowska – ciocia Sarah
- Jarosław Domin – Otis
- Krzysztof Kołbasiuk – Tony
- Wojciech Paszkowski – Joe

## Soundtrack
- „Witaj” (ang. „Welcome Home”)

Muzyka i tekst: Melissa Manchester i Norman Gimbel

Wykonanie: Jodi Benson, Jeff Bennett, Jim Cummings, Debi Derryberry, Michael Gough, Kath Soucie
- „Wspaniały świat” (ang. „World Without Fences”)

Muzyka i słowa: Melissa Manchester i Norman Gimbel

Wykonanie: Roger Bart
- „Na wysypisko” (ang. „Junkyard Society Rag”)

Muzyka i słowa: Melissa Manchester i Norman Gimbel

Wykonanie: Jess Harnell, Bill Fagerbakke, Melissa Manchester, Cathy Moriarty, Mickey Rooney, Bronson Pinchot
- „I Didn’t Know I Could Feel This Way”

Muzyka i słowa: Melissa Manchester i Norman Gimbel

Wykonanie: Roger Bart i Susan Egan
- „Always There”

Muzyka i słowa: Melissa Manchester i Norman Gimbel

Wykonanie: Roger Bart, Jeff Bennett, Jodi Benson, Susan Egan
- „Ta bajkowa noc” (ang.„Bella Notte (This Is the Night”)

Tekst: Sonny Burke i Peggy Lee

Wykonanie: Joy Enriquez i Carlos Ponce

Produkcja: Robbie Buchanan